# Charles Ier de Flandre
Pour les articles homonymes, voir Saint Charles.
Charles Ier de Flandre, dit Charles le Bon, né vers 1083 à Odense (Danemark) et mort assassiné le 2 mars 1127 à Bruges (aujourd'hui en Belgique), est comte de Flandre de 1119 à 1127. Très populaire pour les mesures prises en faveur des pauvres, il est assassiné par ceux dont les intérêts sont menacés. Considéré comme « martyr et saint » par le peuple dès après sa mort, il est formellement béatifié en 1883 par Léon XIII. Sa fête en tant que bienheureux est le 2 mars.

## Origine
Né Charles de Danemark, comme fils du roi du Danemark Knut IV et d'Adèle de Flandre, il est le petit-fils du comte Robert Ier et de Gertrude de Saxe, neveu du comte Robert II et cousin germain du comte Baudouin VII.

## Biographie
Knut IV de Danemark ayant été assassiné en 1086, Adèle se réfugie en Flandre, prenant le très jeune Charles avec elle. Charles grandit à la cour de son grand-père Robert Ier et de son oncle Robert II. En 1092 Adèle le quitte pour se marier avec Roger Borsa, duc des Pouilles dans le sud de l'Italie.
Charles part à la croisade en 1096 avec son oncle, qui meurt en 1111. Il devient un proche conseiller du nouveau comte Baudouin VII (qui était de plusieurs années plus jeune) qui le prend d'affection et lui procure plusieurs avantages. Il lui donne d'abord la seigneurie et le château d'Encre qu'il avait enlevé à Hugues de Camp d'Avène, comte de Saint-Pol. En 1118, Charles épouse l'héritière du comte d'Amiens, Marguerite de Clermont-Beauvaisis.
En 1119, il est reconnu par les États convoqués à Roulers (Roeselare) comme successeur de Baudouin VII agonisant. Il devient effectivement comte le 19 juin. Sa prise de couronne est néanmoins vivement contestée. La comtesse douairière Clémence de Bourgogne, épouse de feu le comte Robert II, s’avère son opposante la plus acharnée : elle favorise son propre candidat, Guillaume d'Ypres, un fils illégitime de Philippe de Loo, frère de Robert II. Charles vainc un à un tous ses rivaux, et Clémence doit renoncer à une partie de son douaire ; Guillaume d'Ypres, fait prisonnier, est amadoué par quelques seigneuries et une somme d’argent ; Baudouin III, allié à Thomas de Coucy, est vaincu en bataille rangée ; le comte Gauthier de Hesdin est chassé et privé de ses États ; Hugues II de Campdavaine voit les forteresses de son comté de Saint-Pol rasées ; le comte de Boulogne Eustache III doit finalement se tenir coi.

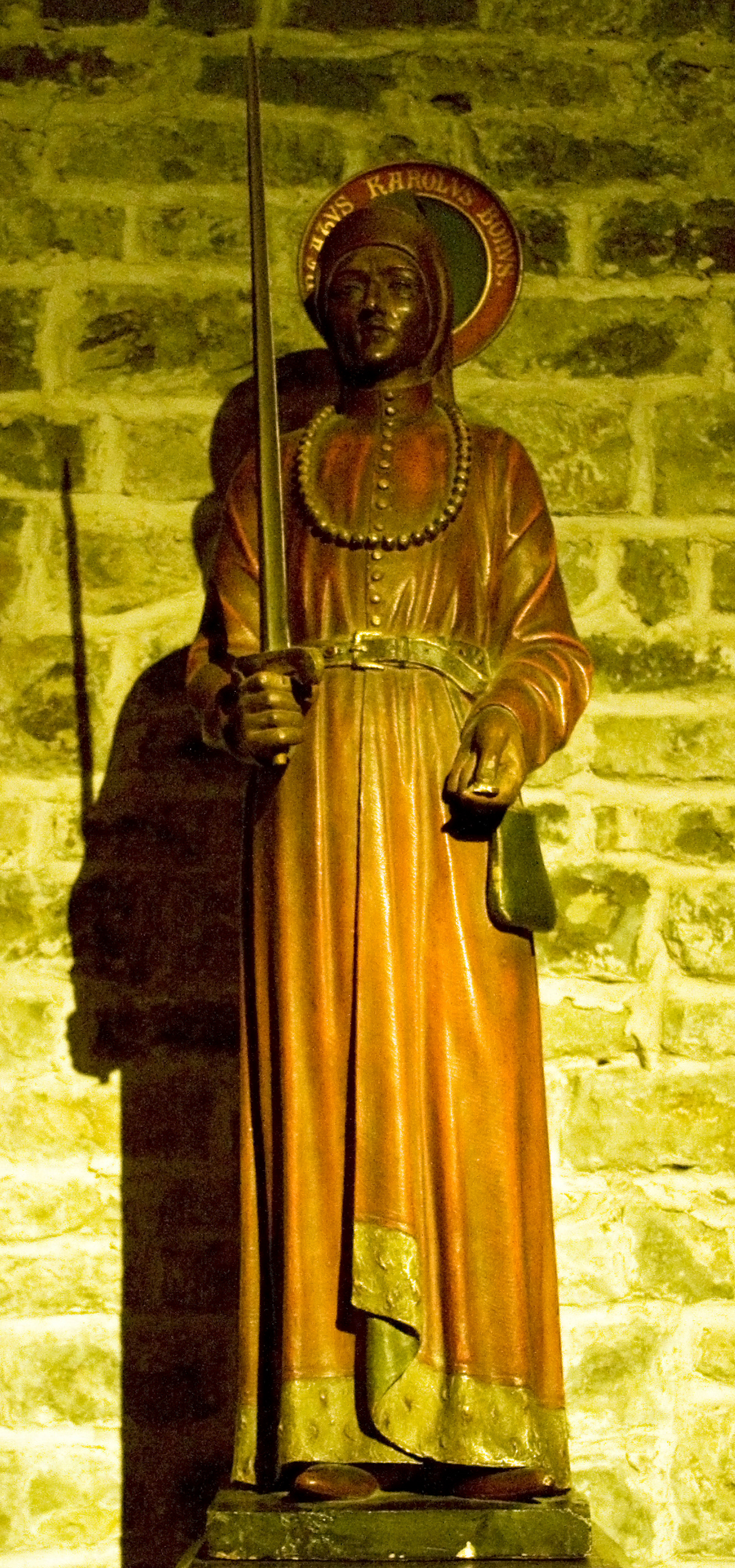
Statue de Charles le Bon dans la basilique du Saint-Sang de Bruges.

Son mariage avec Marguerite de Clermont-Beauvaisis, fille de Renaud II de Clermont et d'Adélaïde de Vermandois, lui apporte l'Amiénois.
Il s'unit au roi de France, Louis VI le Gros, pour repousser l'empereur Henri V (1123).
Après ces débuts guerriers, Charles de Danemark gagne rapidement une réputation de grande vertu et de générosité envers les pauvres, ce qui lui vaut son surnom de « bon ». Sa bonté s’exerçait sans affectation ; il est bon sans être faible, et naturellement fort pieux, même s’il est clairement conscient du rôle et de la place de chacun, fût-ce un religieux. On raconte que l’abbé de Saint-Bertin, ayant une plainte à formuler à propos d’une terre dont l’abbaye avait hérité par donation, s’étant présenté au comte le jour de l’Épiphanie, ce dernier lui fait reproche de n’être pas présent en son abbaye pour y célébrer et y chanter la messe, alors qu'un messager aurait suffi pour transmettre la plainte. Charles rend toutefois justice en sa faveur. Sa réputation est telle que le siège impérial et le trône de Jérusalem lui sont tour à tour proposés. Mais il décline ces deux offres, arguant qu’il préférait se consacrer au bonheur de ses sujets flamands.
Il est adepte de la paix civile et sociale à l'intérieur du comté, s'interpose souvent dans les querelles diverses entre les abbayes et les bourgeois, s'oppose aux accapareurs de grain dans les périodes d'inflation.
L’hiver 1126-1127 est particulièrement rigoureux en Flandre : tous les blés de la contrée gèlent. Charles prend, pendant cette période de famine, des mesures de salut public qui se révèlent efficaces. Il empêche que le grain soit vendu à des prix excessifs, ordonne que la moitié des semis à planter soient des semis de pois et de fèves, qui arrivent à maturité plus rapidement que les blés, visite les greniers des riches et organise la distribution de leurs grains en les vendant à coût modéré, faisant reverser le bénéfice à leurs propriétaires légitimes. Il distribue pain et argent, et interdit la fabrication de la bière. Mais le 2 mars 1127, Charles est brutalement assassiné dans l’église Saint-Donatien de Bruges pendant la messe du mercredi des Cendres par Burchard Nappin, de la famille du Breucq.

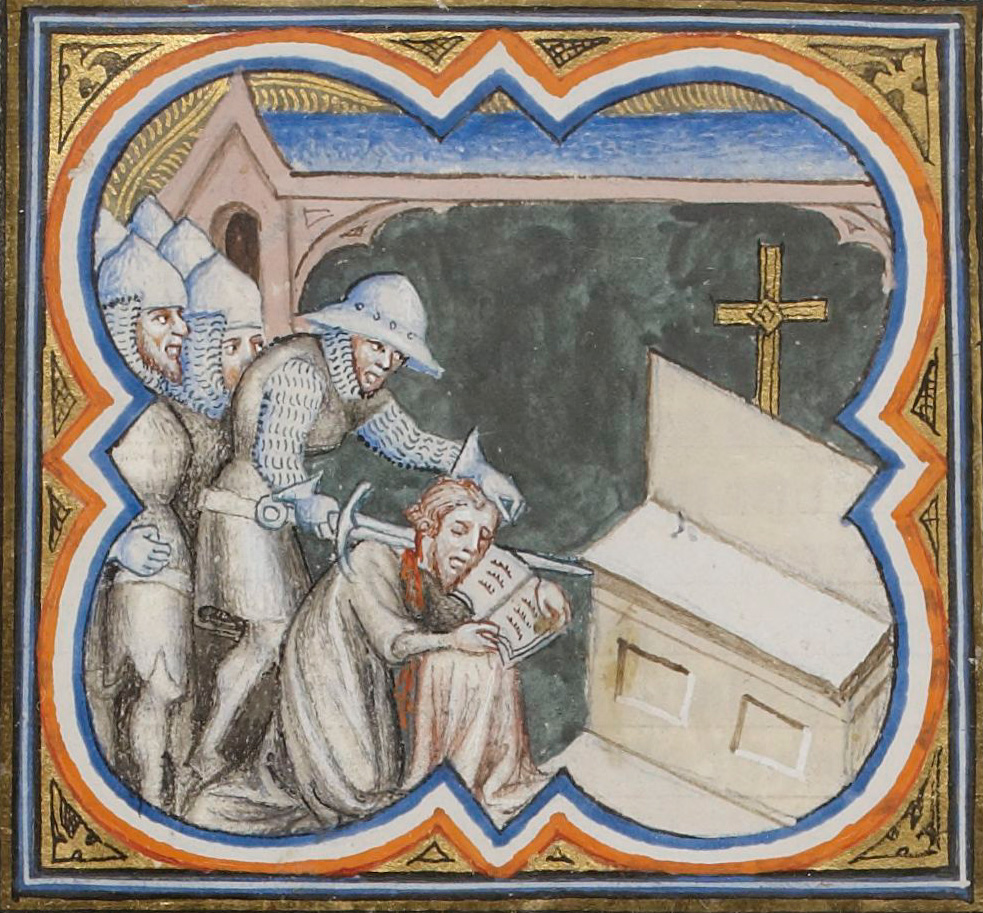
Mort de Charles le Bon.

Meurent avec lui son conseiller Thémard de Bourbourg, châtelain de Bourbourg (famille de Bourbourg) et les deux fils aînés de celui-ci.
Son meurtrier, avait été mécontenté à plusieurs reprises par la justice du comte, rendue en leur défaveur. Il est impitoyablement pourchassé et exécuté sur le marché de Lille le 1er mai 1127. Les chroniqueurs voient dans cet assassinat la punition de la branche cadette de Flandre qui avait évincé la branche aînée plus d’un demi-siècle auparavant. Le corps de géant du comte (il mesurait, dit-on, neuf pieds de haut, une exagération typique de l'époque, qui équivaudrait à environ 2,75 mètres) est inhumé dans la sacristie de Saint-Donat, puis transféré bien plus tard, le 26 novembre 1606 par l’évêque de Bruges, Philippe de Rodoan, dans la partie supérieure de l’église. Une messe est dite depuis cette date tous les ans en son honneur.
Très populaire, Charles a été très vite considéré comme un martyr et un saint. Il est béatifié en 1883 par le pape Léon XIII. Patron des comtes et des croisés, intercesseur des miséreux, il était invoqué par les fiévreux qui devaient boire l'eau versée dans son crâne.
Charles n'ayant pas de postérité connue de son union avec Marguerite de Clermont-Beauvaisis, c'est son cousin issu de germain, Guillaume de Normandie dit « Guillaume Cliton », qui devient brièvement comte, rapidement suivi de Thierry d'Alsace dit « Thierry III de Lorraine ».

### Bibliographie

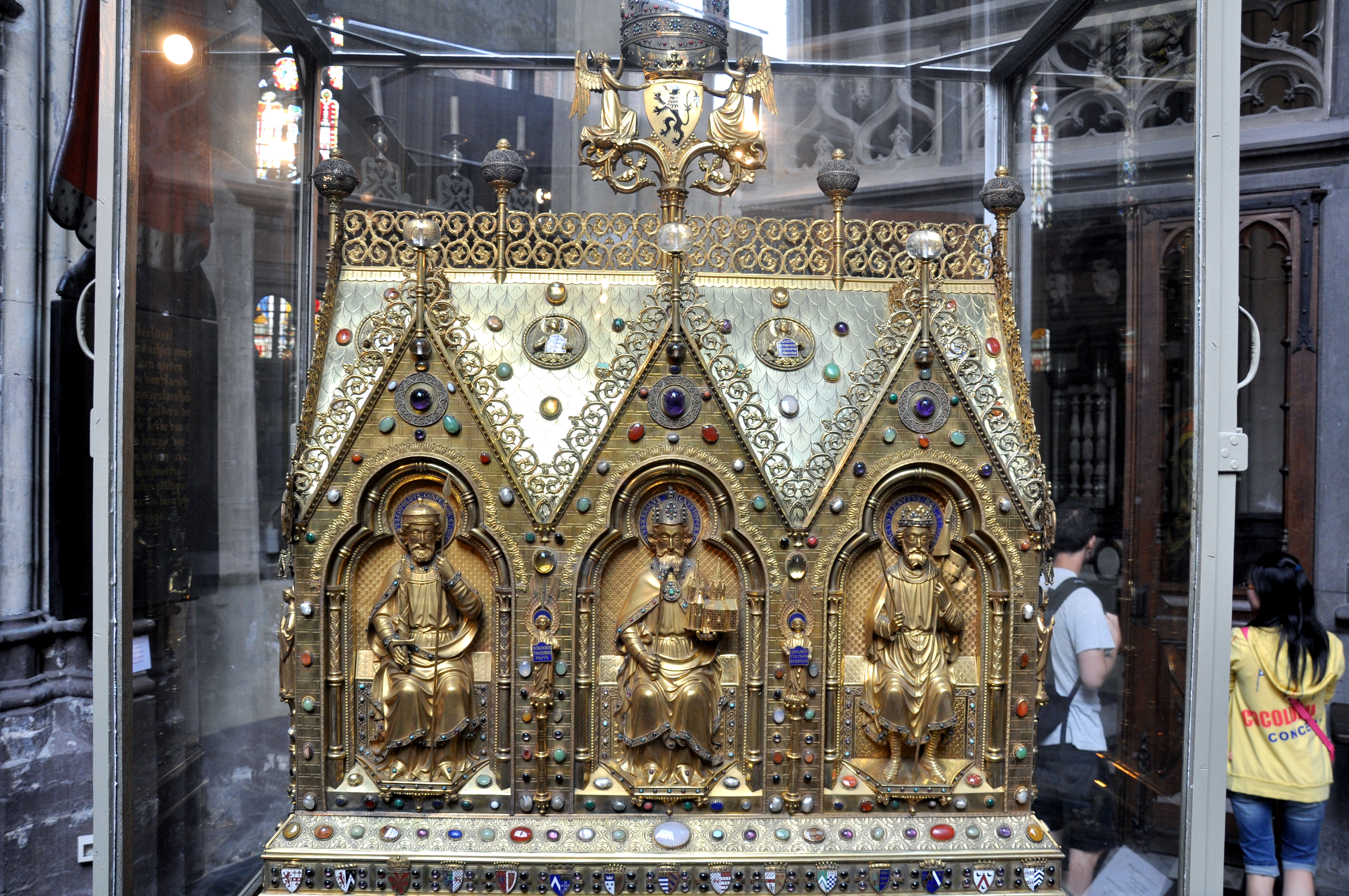
Châsse de Charles le Bon dans la cathédrale de Bruges (œuvre de Jean-Baptiste Bethune).